# Francisco Javier Fernández Clamont
Francisco Javier Fernández Clamont (Ciudad de México, 10 de abril de 1972) es un político mexicano afiliado al Partido Revolucionario Institucional (PRI). Fue Presidente Municipal de Cuautitlán (Estado de México) (2009-2012), Diputado de la LXII Legislatura de la Cámara de Diputados en representación del Estado de México y Diputado Local de la LIX Legislatura del Congreso del Estado de México. Ex Secretario de Salud del Estado de México

## Estudios
Estudió la Licenciatura de Médico Cirujano en la Facultad de Estudios Superiores Iztacala de la UNAM.
Se especializó en Pediatría Médica en la Universidad Nacional Autónoma de México.
Posteriormente, realizó una Especialidad en Salud y Bienestar Corporativo en la Universidad Anáhuac México.
Más adelante, obtuvo el grado de Maestro al cursar la Maestría en Dirección de Instituciones de Salud, también en la Universidad Anáhuac México.
Además, concluyó los estudios de la Maestría en Psicoterapia Psicoanalítica en niñas, niños y adolescentes; posgrado que cursó en la Asociación Psicoanalítica Mexicana (APM).
Cuenta también con Certificado expedido por el Comité Nacional de Medicina General y con Certificado expedido por el Consejo Mexicano de Pediatría.

## Experiencia académica
- Profesor Adjunto de Posgrado en la Universidad Nacional Autónoma de México, Facultad de Medicina: 2003-2004.
- Sinodal en Examen del Premio Extraordinario de la Generación 1998 - 2003, en la Universidad Panamericana, Facultad de Medicina: 4 de julio de 2003.
- Sinodal en Examen Profesional de la Generación 1998 - 2003, en la Universidad Panamericana, Facultad de Medicina: 3 de julio de 2003.
- Profesor Adjunto de Pregrado en la Universidad Panamericana, Facultad de Medicina: 2001-2004.

## Cargos de elección popular
- Diputado Local de la LIX Legislatura del Congreso del Estado de México en representación del Distrito 37, Cuautitlán (Estado de México) (2015-2018)[3][4]

- Diputado de la LXII Legislatura de la Cámara de Diputados en representación del Estado de México (2012-2015).[5]

- Presidente Municipal de Cuautitlán (Estado de México) (2009-2012).[6]

## Experiencia laboral
Se desempeñó como Subjefe de Enseñanza e Investigación en el Hospital Infantil Privado de 2000 a 2004; fue Coordinador Municipal de Derechos Humanos del municipio de Cuautitlán de 2000 a 2002; Director de Gobierno del H. Ayuntamiento de Cuautitlán de 2006 a 2008; y de 2008 a 2009 fungió como Director de Desarrollo Social y Vinculación Ciudadana del H. Ayuntamiento de Cuautitlán.
Del 1 de febrero de 2019 al 5 de mayo de 2021, fue Director del Instituto Mexiquense contra las Adicciones (actualmente Instituto Mexiquense de Salud Mental y Adicciones IMSAMA), donde entre otros proyectos, impulsó la conformación del nuevo Instituto Mexiquense de Salud Mental y Adicciones, a partir de la fusión de los servicios y programas en materia de salud mental y adicciones, mismo que se alinearía al modelo de reestructuración de la Secretaría de Salud Federal y a lo acordado en el Consejo Nacional de Salud (CONASA). Llevó a cabo otras actividades de relevancia estatal, como fue el Concurso de Video contra las Adicciones, en el que se recibieron más de 200 videos participantes, con la finalidad de impulsar la creatividad de la juventud y el uso de las nuevas tecnologías, al tiempo de sumarlos como promotores en la prevención de adicciones.
Francisco Javier Fernández Clamont fungió como Secretario de Salud y director general del Instituto de Salud del Estado de México (ISEM), cargo que desempeñó desde el 6 de mayo de 2021, y hasta el 15 de septiembre de 2023.
Durante su gestión llevó a cabo Jornadas de Salud, como es el caso de las Jornadas de vacunación contra el VPH y las Jornadas Comunitarias por tu Salud; Campañas como la Campaña por la Salud del Hombre donde se realiza detección de cáncer de próstata o de pulmón; Firma de Convenios; Firma y Sesiones de los 125 Comités Municipales de Salud, Comités Municipales para la Protección Contra Riesgos Sanitarios, y los Comités Municipales Contra las Adiciones (COMCA); y recorridos por las Unidades Médicas y Administrativas del ISEM y SSA en todo el Edoméx.
Un tema al que ha dado especial énfasis es el de la Salud Mental, esto a través de, entre otras acciones, recorridos a los Hospitales Psiquiátricos y capacitaciones en la materia. El ISEM capacitó en 2022 a más de 10 mil trabajadores para atender cualquier padecimiento de salud mental.
Creación del IMSAMA 
Derivado de la demanda de atención a la salud mental en el Estado de México, con la gestión del Mtro. Fernández Clamont, el 9 de septiembre de 2022, el exgobernador Alfredo Del Mazo Maza firmó el decreto para la creación del Instituto Mexiquense de Salud Mental y Adicciones (IMSAMA), el cual conjunta las diversas instancias como los Centros de Atención Primaria en Adiciones (CAPA), los Centros Integrales de Salud Mental (CISAME), los hospitales psiquiátricos y las unidades médicas de primer nivel, para brindar servicios a la población que así lo requiera.

## Publicaciones
Publicaciones de la autoría y/o participación de Francisco Fernández Clamont.
- Libro: Bernal Sánchez, G. (Coord. Editorial). (2024) «Pandemia por SARS-CoV-2 y COVID-19 en el Estado de México».. Secretaría de Cultura y Turismo del Gobierno del Estado de México. Autores: Fernández Clamont, F. J., Navarrete Prida, M. A., Alacio Ávila, A., Gutiérrez Ochoa, A., Gutiérrez Novelo, A. A., Andrade Robles, A., Díaz Martínez, A. I., Nava Ruiz, A., Gutiérrez van Dyck, A. P., Guerrero Molina, A. L., Millán Velázquez, A. M., Velázquez, A. S., Castilleja Quiles, A., Torres Linares, A., Hernández Osorio, A. A., Delgado Peña, B., Casado Medina, B. A., ... Medina López, Z. Se terminó de editar en mayo de 2024, en Toluca de Lerdo, Estado de México.

- Artículo: Reyna Figueroa, J., Castillo Robledo, E., Salyano Peñuelas, Y. A., Fernández Clamont, F. J. (2024) «Disminución de la mortalidad hospitalaria por COVID - 19 y la vacunación contra el SARS-COV-2: un análisis retrospectivo en una cohorte estatal mexicana».. Enfermedades Infecciosas y Microbiología, Volumen 44, núm. 2 abril-junio 2024.

- Artículo: Jesús Reyna-Figueroa, Xochitl Mirón-Calderón, Víctor Durán-Mendieta, Guillermo Ramírez-Gijón, Víctor Torres-Meza, Luis Anaya-López, Juan C. Frías-Badillo, Valeria Mejía-Martínez, Yolanda A. Salyano-Peñuelas, Alfredo I. Díaz-Martínez, Francisco J. Fernández-Clamont., (2023) «Efecto de la reapertura de escuelas en la morbimortalidad pediátrica durante la tercera ola epidemiológica por COVID-19 en un estado mexicano».. Boletín Médico del Hospital Infantil de México. DOI: 10.24875/BMHIM.23000075

- Prólogo de libro: Fernández Clamont, F. J. Prólogo. En Rojo Gutiérrez, M. I. (mayo 2023). «Todo de Asma» (1a ed., págs. 15-16). Ciudad de México, México: Lettr@ G SA de CV.

- Artículo: Fernández Clamont, F. J., Mosqueda Ventura, J. M. (2022, diciembre). «El apego infantil y su relación con el trastorno límite de la personalidad».. Revista Investigación Clínica Mexiquense, Volumen 1, núm. 4 octubre-diciembre de 2022. Publicada por el Instituto de Salud del Estado de México, a través de la Dirección de Servicios de Salud.

- Carta al Editor: Pérez Santin, M., Fernández Clamont, F. J. (2022, diciembre). «Factores asociados al éxito del tratamiento del labio y paladar hendido».. Revista Investigación Clínica Mexiquense, Volumen 1, núm. 4 octubre-diciembre de 2022. Publicada por el Instituto de Salud del Estado de México, a través de la Dirección de Servicios de Salud.

- Artículo: Federico Javier Ortiz-Ibarra, Jesús Reyna-Figueroa, César Humberto Botello-Ortiz, Laura Mejía-Caballero, Alberto Carrillo-González, Darinka Neyvi López-Carbajal, Mariel Garrido-Vázquez, Enrique Rafael Ortiz -García, Brandon Ortiz-Casas, Patricia Saltigeral-Simental, Gabriel Lara-Flores, Sergio G. Golombek and Francisco Javier Fernández-Clamont (2022, junio). «State Academic Consensus for the Correct Use of Antibiotics in Newborns.».. Academic Journal of Pediatrics and Neonatology (AJPN).

- Capítulo de libro: Fernández Clamont, F. J. (2022, 10 mayo). «Problemáticas actuales del uso nocivo de alcohol.».; Capítulo 11: Políticas públicas para la atención de la salud mental y las adicciones en México. Publicado por la Comisión Nacional Contra las Adicciones (CONADIC) y Centros de Integración Juvenil (CIJ). Apple Books.

- Capítulo de libro: Reyna Figueroa, J., Wakida Kusunoki, G., J. R., Fernández Clamont, F. J. (2022). «Infección de vías urinarias.».; Capítulo 13. En Reyna Figueroa, J. Ana E L. R., & N. Editores (Ed.), Terapéutica en Pediatría (págs. 207 - 218). Texcoco, Estado de México, México: Universidad Nacional Autónoma de México y Farmacia SA de CV.

- Capítulo de libro: Reyna Figueroa, J., Martínez Pérez, J. L., Fernández Clamont, F. J., & Limón Rojas, A. E. (2022). «Síndrome inflamatorio multisistémico en pacientes pediátricos, asociado con COVID-19.».; Capítulo 18. En Reyna Figueroa, J. Ana E L. R., & N. Editores (Ed.), Terapéutica en Pediatría (págs. 293 - 301). Texcoco, Estado de México, México: Universidad Nacional Autónoma de México y Farmacia SA de CV.

- Artículo: George, A. C., Fernández-Clamont, F. J., Figueroa, J. R., Linares, C. T., Jaramillo, K. G., Ortiz, C. B. & Díaz-Martínez, A. (2022). «Psycho-emotional factors in health personnel during COVID-19 pandemic.».. OA.mg. South Florida Journal of Development. DOI: 10.46932/sfjdv3n2-007

- Artículo: Fernández Clamont, F. J., Reyna Figueroa, J., &  García Rodríguez, E. (2021, diciembre). «Franqueza Radical, COVID-19 y el Liderazgo». Publicado en la Revista BIOÉTICA Y SALUD, Año 11, Núm. 16, enero-diciembre 2021. Publicado por la Comisión de Bioética del Estado de México.

- Artículo: Fernández Clamont, F. J., Mosqueda Ventura, M., García Bonfil, A., Acevedo Quintero, E. S. & O’Shea Cuevas, G. J. (2020, julio). «Caracterización del Consumo de Drogas en Pacientes Atendidos en Centros de Atención Primaria a las Adicciones del Estado de México». Archivado desde el original el 11 de enero de 2023. Publicado en la Revista Inteligencia Epidemiológica, Año 10, Núm. 2, julio-diciembre 2020. Publicado por el Centro Estatal de Vigilancia Epidemiológica y Control de Enfermedades (CEVECE) del Estado de México.

- Artículo: O’Shea Cuevas, G. J., Fernández Clamont, F. J. &  Mosqueda Ventura, M. (2020, junio). «Mitos y Realidades».. Publicado en la Revista CEVECE Cerca de ti, Revista del Centro Estatal de Vigilancia Epidemiológica y Control de Enfermedades, Año 10, Núm. 2, abril-junio 2020. Publicado por el Centro Estatal de Vigilancia Epidemiológica y Control de Enfermedades (CEVECE) del Estado de México.